# Pelargonium mossambicense
Pelargonium mossambicense är en näveväxtart som beskrevs av Adolf Engler. Pelargonium mossambicense ingår i släktet pelargoner, och familjen näveväxter. Inga underarter finns listade i Catalogue of Life.